# Burt Shavitz

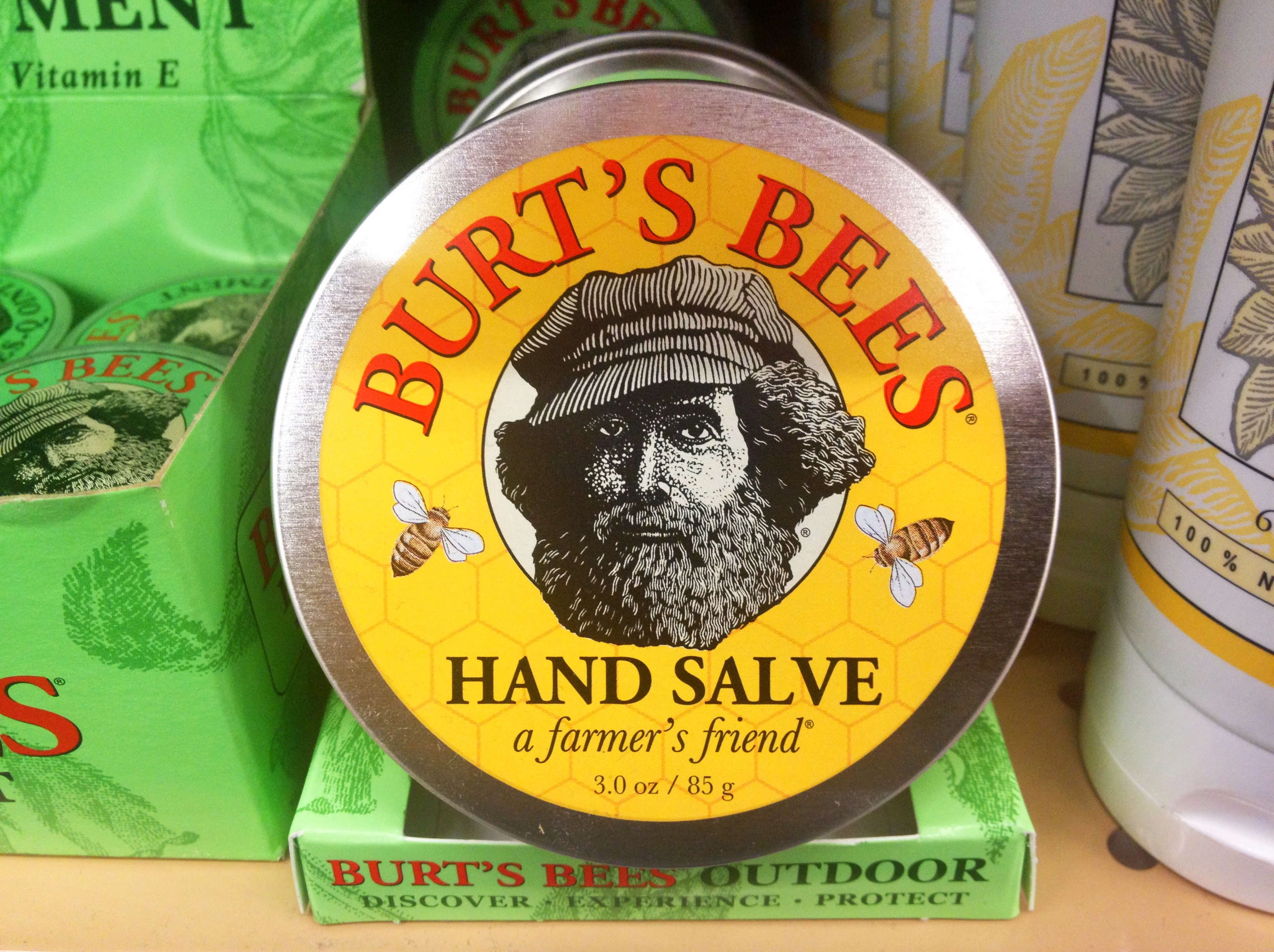
Burt’s Bees Handcreme

Burt Shavitz (* 15. Mai 1935 in Great Neck, New York; † 5. Juli 2015 in Bangor, Maine), eigentlich Ingram Berg Shavitz, war ein amerikanischer Aussteiger, Imker und zeitweiliger Unternehmer.

## Leben
Shavitz wurde als Kind einer jüdischen Familie geboren und wuchs in Great Neck auf. Seinen Namen änderte er im Alter von 18 Jahren, als er die High School abschloss. Über sein frühes Berufsleben wird im Wesentlichen berichtet, dass er in den 1960er Jahren freiberuflich als Pressefotograf tätig war und im Rahmen dessen u. a. Malcolm X und John F. Kennedy ablichtete.
Im Jahr 1970 stieß er während eines Roadtrips zufällig auf einen herrenlosen Bienenschwarm. Da er kurz zuvor bis auf Bienen das notwendige Arbeitsgerät eines Imkers erhalten hatte, interpretierte er das als „Zeichen Gottes“. Anschließend lebte er quasi das Leben eines Aussteigers und verkaufte seinen Honig am Straßenrand, wo er 1984 auf die Künstlerin Roxanne Quimby stieß. Sie formte auf seine Anregung hin aus nicht benötigtem Bienenwachs Kerzen, deren Verkauf auf einer Handwerksmesse den Grundstein für das später gemeinsam gegründete Unternehmen Burt’s Bees war, als dessen Namensgeber Shavitz fungierte.
Mitte der 1990er kaufte Quimby die Anteile ihres Partners Shavitz ab, entwickelte das Unternehmen weiter und veräußerte es mit Millionengewinn. Shavitz indes lebte wieder zurückgezogen als Aussteiger. Im Jahr 2014 erschien der Dokumentarfilm Burt’s Buzz, dessen Schwerpunkt auf seiner Lebensgeschichte als Imker und Unternehmer sowie seiner Geschichte mit „Burt’s Bees“ liegt. Er starb ein Jahr später aufgrund respiratorischer Probleme.